# مینه‌سوتا
مینه‌سوتا (به انگلیسی: Minnesota) (‎i‎/ˌmɪnɪˈsoʊtə/‎) ایالتی است در شمال آمریکا که در ناحیهٔ غرب میانۀ شمالی واقع شده‌است. این ایالت در یازدهم می ۱۸۵۸ از نیمه شرقی قلمرو مینه‌سوتا ایجاد شد. نام مینه‌سوتا از زبان داکوتا به معنای «آب شفاف آبی» گرفته شده‌است. شعار رسمی آن به فرانسوی «ستاره شمال» (به فرانسوی: L'Étoile du Nord) است. این ایالت دارای دریاچه‌های زیادی است به گونه‌ای که به «سرزمین ده‌هزار دریاچه» شهرت یافته‌است.
مینه سوتا دوازدهمین ایالت پهناور و بیست و دومین ایالت پرجمعیت ایالات متحده است. نزدیک به ۵۵ درصد ساکنان آن در منطقه کلان‌شهری سینت پال-مینیاپولیس (معروف به شهرهای دوقلو) زندگی می‌کنند. این ناحیه مرکز اصلی سیاسی، اقتصادی و فرهنگی این ایالت است. مراکز شهری در «مینه‌سوتای بزرگ‌تر» شامل دلوث، منکیتو، راچستر و  سنت کلاود می‌شود. جغرافیای طبیعی ایالت متشکل است از مراتعی در غرب که عمدتاً به کشاورزی فشرده اختصاص یافته‌اند، جنگل‌های برگ‌ریز در جنوب‌شرقی که تا اندازه‌ای از بین رفته و به مناطق مسکونی و کشاورزی تبدیل شده‌اند؛ و ناحیهٔ کم‌جمعیت جنگل شمال که از جهت منابع معدنی، جنگل‌داری و مقاصد تفریحی مورد استفاده قرار می‌گیرد. مینه‌سوتا سی و دومین ایالتی است که به ایالات متحده آمریکا پیوسته‌است.
مینه‌سوتا به گرایش‌های مترقی سیاسی و میزان بالای مشارکت مدنی و حضور رأی‌دهندگان معروف است. صدها سال پیش از استقرار اروپایی‌ها مینه‌سوتا محل سکونت چندین قبیلهٔ بومی بود. کاوشگران فرانسوی، مبلغان مذهبی و تاجران خز به‌تدریج در قرن هفدهم این منطقه را کشف و با مردمان قبیله داکوتا و اجیبوه(به انگلیسی: Ojibwe)(نامی که اروپایی‌ها بر آن‌ها نهاده بودند، این اهالی خودشان را آنیشینابه می‌نامیدند) روبه‌رو شدند. بخش وسیعی از مینه‌سوتای کنونی بخشی از مایملک وسیع لوئیزیانای فرانسه بود که ایالات متحده آن را در سال ۱۸۰۳ خرید. مینه‌سوتا پس از چندین مرتبه تغییر در مرزهای جغرافیایی‌اش در سال ۱۸۵۸ به عضویت ایالات متحده درآمد. این ایالت نیز همچون بسیاری از ایالت‌های غرب میانه آمریکا کم‌جمعیت و عمدهٔ فعالیت ساکنانش چوب‌بری و کشاورزی است.
مهاجران اروپایی در طول قرن نوزدهم و بیستم به‌تدریج در مینه‌سوتا سکونت گزیدند. بیشتر ساکنان اروپایی اهل اسکاندیناوی و آلمان و اروپای مرکزی (مثلا چک و اسلواکی) بودند و این ایالت کماکان مرکز فرهنگی آمریکایی‌های آلمانی‌تبار، اسکاندیناوی‌تبار و چک‌تبار به‌شمار می‌رود (مثلا روزهای کُلاچ در مونتگومری و آپارتمان‌های بوهمی در مینیاپولیس). شواهد تاریخی نشان می‌دهد که بیشتر اروپاییان در نتیجهٔ شکست انقلاب‌های ۱۸۴۸ به مینه‌سوتا مهاجرت کردند. هرچند جمعیت مینه‌سوتا همچنان عمدتاً متشکل از آمریکایی‌های اسکاندیناوی‌تبار و آلمانی‌تبار است در دهه‌های اخیر مهاجرت از آسیا، شاخ آفریقا و آمریکای لاتین ترکیب جمعیتی و فرهنگی این ایالت را توسعه داده‌است.
شاخص‌های استاندارد زندگی در مینه‌سوتا در میان بالاترین‌ها در ایالات متحده است و نیز از بهترین‌ها در زمینه آموزش و ثروتمندترین‌ها در میان سایر ایالت‌هاست.
در سال‌های اخیر اقتصاد مینه‌سوتا بسیار متنوع‌تر شده و از صنایع سنتی مانند کشاورزی و استخراج منابع به سمت خدمات و مالی رفته‌است.
پایتخت مینه سوتا شهر سینت پال و شهر مهم آن مینیاپولیس است.

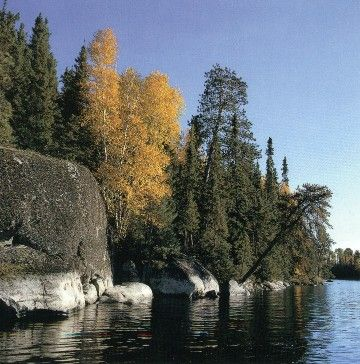
جنگل ملی سوپریور. مینه‌سوتا ایالتی سردسیر است.

## نام‌گذاری
نام این ایالت برگرفته از زبان داکوتایی (زبان سرخ پوستان ساکن منطقه) رودخانهٔ مینه‌سوتا است که خود یا از دو کلمهٔ داکوتایی "mní sóta" گرفته شده به معنای آب‌های شفاف آبی یا از کلمهٔ "Mníssota" گرفته شده‌است به معنای آب‌های ابری آبی. ریشهٔ mni (که به صورت mini یا minne نیز نوشته می‌شود) به معنای آب و to (ta) به معنای آبی می‌باشد. ترکیب این دو واژه را بسته به تلفظ، می‌توان آب‌های شفاف آبی یا آب‌های ابری آبی ترجمه کرد. قوم داکوتا برای نشان دادن معنی این نام به مهاجران اولیه شیر در آب می‌ریختند و آن را mnisota می‌نامیدند. بسیاری از جاها در این ایالت نام‌های مشابهی دارند مثل آبشار مینه‌هاها (آب خندان (به انگلیسی: laughing fall))، مینیسکا (آب سفید)، مینیوتا (آب فراوان)، دریاچه مینه‌تنکا (آب بزرگ)، منیه‌تریستا (آب پرپیج‌وخم) و مینیاپولیس که ترکیبی است از دو واژهٔ سرخپوستی mni و واژهٔ یونانی polis که در زبان یونانی به معنای «شهر» می‌باشد.

## جغرافیا
مینه‌سوتا شمالی‌ترین ایالت ایالات متحده پس از آلاسکا و شمالی‌ترین ایالت سرزمین اصلی ایالات متحده آمریکا است. ناحیهٔ زاویهٔ شمال‌غرب این ایالت واقع در شهرستان لیک وودز تنها ناحیه در سرزمین اصلی ایالات متحده است که بالای مدار ۴۹ درجهٔ شمالی قرار دارد. این ایالت بخشی از منطقه‌ایست که به غرب میانهٔ شمالی معروف است و قسمتی از ناحیهٔ دریاچه‌های بزرگ محسوب می‌شود. مینه‌سوتا از سمت شرق از طریق دریاچهٔ سوپریور با میشیگان مرز آبی دارد و همچنین دارای مرز خاکی و آبی با ایالت ویسکانسین است. مینه‌سوتا از جنوب با آیووا، از غرب با داکوتای شمالی و داکوتای جنوبی و از شمال با استان‌های کانادایی اونتاریو و مانیتوبا همسایه است. مینه‌سوتا با مساحت ۲۲٬۵۱۸۰ کیلومتر مربع ۲٫۲۵ درصد از خاک کشور آمریکا را در برمی‌گیرد و دوازدهمین ایالت پهناور این کشور محسوب می‌شود.

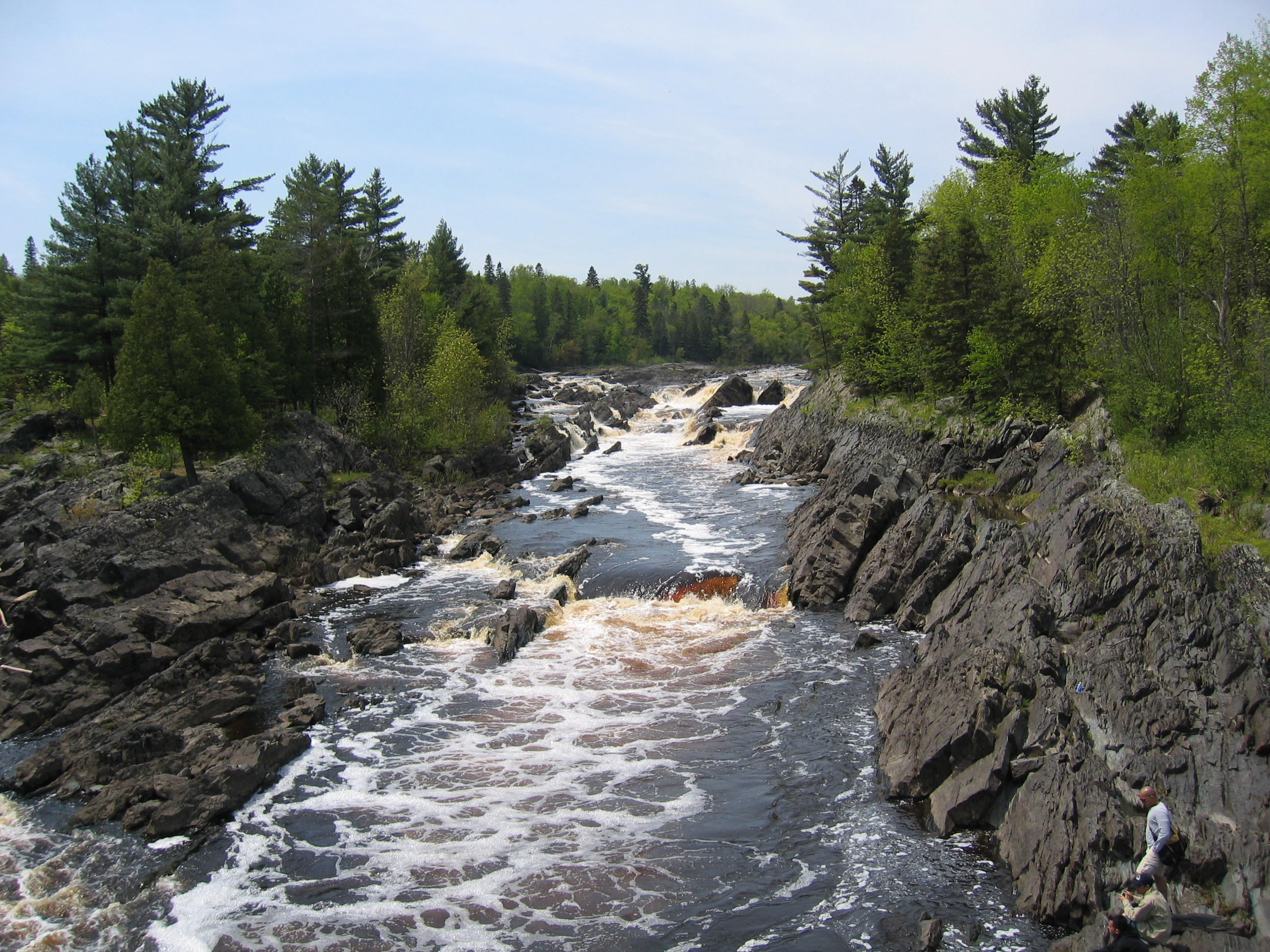
بسترهای مورب سازند تامپسون پرکامبرین میانه در پارک ایالتی جی کوک

### زمین‌شناسی
برخی از پیرترین صخره‌های کرهٔ زمین، یعنی گنیس‌های ۳/۶ میلیاردساله (۸۰ درصد عمر کرهٔ زمین)، در مینه‌سوتا واقع شده‌اند. در حدود ۲/۵ میلیون سال قبل گدازه‌های بازالتی از شکاف‌های کف اولین اقیانوس فوران کردند؛ باقیماندهٔ این صخرهٔ آتشفشانی سپر کانادا را در شمال مینه‌سوتا ایجاد کرد. ریشه‌های این کوه‌های آتشفشانی و فعالیت دریاهای پرکامبرین موجب پدید آمدن اِرون رنج در شمال مینه‌سوتا شد. از دوران آتشفشان‌خیزی، یعنی ۱/۱ میلیارد سال قبل، فعالیت زمین‌شناختی مینه‌سوتا ملایم‌تر شده‌است و خبری از آتشفشان‌خیزی و تشکیل کوه نیست، اما طغیان مکرر دریا ادامه داشته‌است که چینه‌های متعددی از سنگ رسوبی به جا گذاشته‌است.
در دوره‌های اخیر صفحات یخی با ضخامت دست‌کم یک کیلومتر مناظر طبیعی مینه‌سوتا را خراب کرده و زمینش را شکل داده‌است. یخبندان مینه‌سوتا ۱۲۰۰۰ سال پیش از میان رفت. این یخچال‌های طبیعی سرتاسر مینه‌سوتا را پوشانده بودند جز ناحیهٔ جنوب شرقی که منطقه‌ای است با تپه‌های شیب‌دار و مسیل‌هایی که در دل سنگ‌های بستر راه باز کرده‌اند. این منطقه به دلیل نداشتن یخ‌رفت به منطقۀ بدون یخ‌رفت معروف است. بخش اعظم ایالت دارای یخ‌نهشته به طول ۱۵ متر یا بیشتر است که از عقب‌نشینی آخرین یخبندان حاصل شده‌اند. دریاچهٔ بزرگ آگاسیز ۱۳۰۰۰ سال پیش در شمال غربی پدید آمد. بستر آن درهٔ حاصلخیز رود سرخ شمال را به وجود آورد و جریان خروجی‌اش، یعنی رودخانهٔ یخی وارن، درهٔ رود مینه‌سوتا و قسمت شمالی پایین‌رود می‌سی‌سی‌پی را از محل قلعهٔ اسنلینگ شکل داده‌است. مینه‌سوتا امروزه به لحاظ زمین‌شناختی آرام است: خیلی زلزله‌خیز نیست و اکثر زلزله‌هایش شدت کمی دارند.
مرتفع‌ترین نقطهٔ این ایالت کوه عقاب با ۷۰۱ متر بلندی است که تنها ۲۱ کیلومتر از پست‌ترین نقطهٔ این ایالت واقع در ساحل دریاچهٔ سوپریور به ارتفاع ۱۸۳ متر فاصله دارد. علی‌رغم وجود تفاوت‌های شدید در میزان ارتفاع نقاط مختلف این ایالت، بخش اعظم آن دشت‌گون است.
دو خط‌الرأس اصلی در شمال شرقی مینه‌سوتا در منطقهٔ روستایی هیبینگ به هم می‌رسند و یک حوزهٔ آبریز سه‌گانه تشکیل می‌دهند. بارش‌ها می‌توانند وارد می‌سی‌سی‌پی شده و به سمت جنوب به خلیج مکزیک سرازیر شوند، می‌توانند به راه دریایی سنت لورن ریخته و به سمت شرق به سوی اقیانوس اطلس حرکت کنند یا می‌توانند به حوزهٔ آبریز خلیج هادسون وارد شده و به سمت اقیانوس منجمد شمالی جریان یابند.

### آب و هوا
مینه‌سوتا با داشتن اختلاف دمای بسیار زیاد آب و هوایی قاره‌ای با زمستان‌های سرد و تابستان‌های گرم دارد. اختلاف دمای بیشینه ثبت شده در این ایالت ۱۷۴ درجهٔ فارنهایت است که زمستان منفی ۶۰ درجهٔ فارنهایت (منفی ۱۶ درجهٔ سانتی‌گراد) در شهرستان تاور (۲ فوریهٔ ۱۹۹۶ میلادی) و بیشینهٔ دمای ۱۱۴ درجهٔ فارنهایت (مثبت ۴۶ درجهٔ سانتی‌گراد) در شهرستان مورهد (۶ ژوئیهٔ ۱۹۳۶ میلادی) می‌باشد. اتفاقات جوی مینه‌سوتا شامل بر برف، باران، تورنادو، باد مستقیم شدید، درکو، کولاک، و رعدوبرق است. فصل کشاورزی در مینه‌سوتا از ۹۰ روز در آیرون رنج تا ۱۶۰ روز در جنوب شرقی در نزدیکی رود می‌سی‌سی‌پی متغیر است و دمای متوسط آن مابین ۳۷ تا ۴۹ درجهٔ فارنهایت متغیر است. متوسط دمای شبنم تابستانی در مینه‌سوتا از ۵۸ درجه فارنهایت در جنوب ایالت تا حدود ۴۸ درجه فارنهایت در شمال متغیر است. متوسط بارندگی سالیانه از ۱۹ اینچ تا ۳۵ اینچ متغیر است، و هر ۱۰ تا ۵۰ سال دچار خشکی می‌شود.

### مناطق حفاظت شده
پارک ملی آیتاسکا نقطهٔ آغازین رود می‌سی‌سی‌پی (دریاچهٔ آیتاسکا) در سال ۱۸۹۱ به عنوان نخستین پارک ملی ایالات آغاز به‌کار کرد. امروزه ۷۲ پارک ایالتی و ۵۸ جنگل ایالتی آن مساحتی بالغ بر ۴ میلیون جریب را شامل می‌شوند.

## مردم
جمعیت مینه‌سوتا در سال ۲۰۰۶ بیش از ۵ میلیون نفر بود. غالب جمعیت این ایالت سفیدپوست و از نژادهای اروپای غربی هستند.

## اقتصاد
زمانی مینه‌سوتا تنها تولیدکنندهٔ مواد خام بود ولی امروزه یکی از عرضه‌کنندگان تولیدات صنعتی به‌شمار می‌آید. در سال ۲۰۰۸ سی‌وسه شرکت سهامی عام از ۱٬۰۰۰ شرکت برتر آمریکا (بر اساس گردش مالی) دفتر مرکزی خود را در ایالت مینه‌سوتا دایر کرده بودند. بسیاری از شرکت‌های خصوصی نیز نظیر کارگیل، بزرگ‌ترین شرکت خصوصی کشور آمریکا، نیز در این ایالت واقع شده‌اند. در سال ۲۰۱۲، این ایالت تولید ناخالص داخلی برابر با ۳۲۳٫۹۱۲ میلیارد دلار داشت، که بیش از تولید ناخالص داخلی کشور دانمارک (۳۱۵٫۱۶۳ میلیارد دلار) بود.

## آموزش

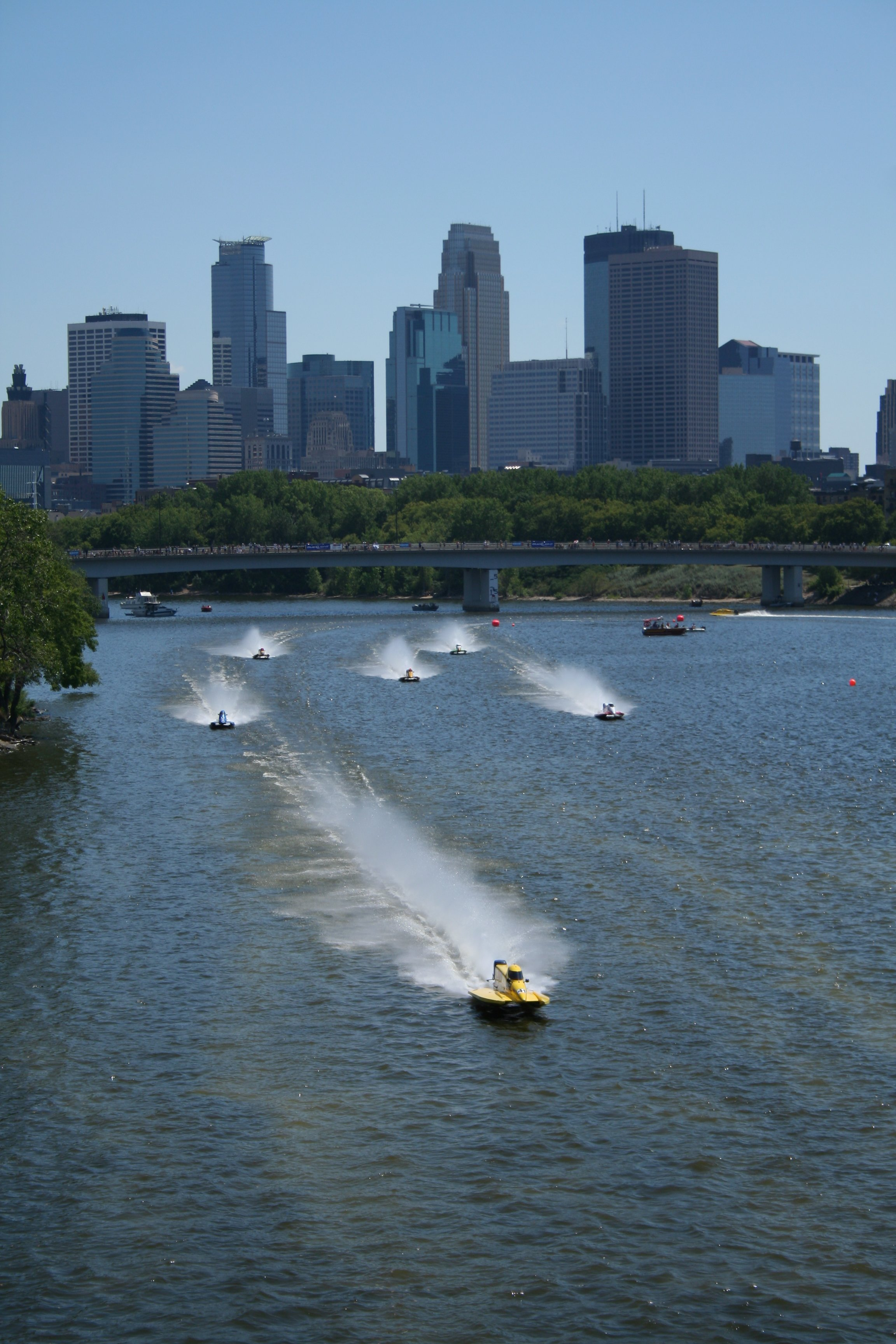
مسابقات قایقرانی با موتور بر روی رودخانه می‌سی‌سی‌پی در مینیاپولیس

- دانشگاه مینه‌سوتا
- دانشگاه مینه‌سوتا موریس
- مایو کلینیک

## مشاهیر
از افراد مشهور مینه‌سوتا می‌توان جسی ونچورا، باب دیلن خواننده مشهور، و شان دیوری را نام برد. وینونا رایدر بازیگر زن که در حال حاضر ساکن نیویورک می‌باشد و شون ویلیام اسکات نیز از اهالی این ایالت بوده‌اند.